# Homoeomma hirsutum
Homoeomma hirsutum är en spindelart som först beskrevs av Cândido Firmino de Mello-Leitão 1935. 
Homoeomma hirsutum ingår i släktet Homoeomma och familjen fågelspindlar. Inga underarter finns listade i Catalogue of Life.